# Roger Montañola
Roger Montañola i Busquets (Barcelona, 1986) es un político y politólogo español, que fue diputado de la ix y x legislaturas del Parlamento de Cataluña dentro del grupo parlamentario de Convergencia i Unió. Militante hasta 2016 de Unió Democràtica de Catalunya (UDC), fue uno de los impulsores de Lliures.

## Biografía
Nacido el 29 de marzo de 1986 en Barcelona, empezó a militar en Unió Democràtica de Catalunya (UDC) a los dieciocho años de edad.
Licenciado en Ciencias Políticas por la Universidad Pompeu Fabra, tiene un posgrado en Gobernanza local por la Universidad Autónoma de Barcelona y ha finalizado un programa sobre Liderazgo en la Gestión Pública en el IESE - Universidad de Navarra. [cita requerida] En el 2006, cursó parte de sus estudios en Göteborg, Suecia.[cita requerida]
En 2009 accedió al cargo de secretario general de la Unió de Joves de UDC, y, también, formó parte de la Comisión Permanente de Unión Democrática[cita requerida] y del CENF de Convergencia y Unión.[cita requerida]
De 2007 a 2011, fue concejal en el Ayuntamiento de Premiá de Mar. Y, de 2010 a 2012, fue diputado en el Parlamento de Cataluña, durante la IX legislatura en representación de Unión de Joves y de Unión Democrática.
En marzo de 2016 fundó la plataforma «Twenty50» junto con Xavier Cima y Xavier Salvatella. En noviembre de dicho año, Montañola, vinculado entonces al movimiento Lliures (que optaría por configurarse como partido político en 2017), anunció su baja de UDC alegando una incompatibilidad entre su condición de militante en UDC y la de activista en otro movimiento.
El 2023 es candidato del PDCAT por Barcelona en las elecciones generales españolas al Congreso de los Diputados.